# Le Marché d'esclaves
Ne doit pas être confondu avec Le Marché aux esclaves.
Le Marché d'esclaves est un tableau du peintre français Jean-Léon Gérôme réalisé vers 1866. Cette huile sur toile de 84,8 centimètres de haut et 63,5 centimètres de large représente la vente d'une esclave, avec pour figure centrale un nu féminin. Elle est conservée au Clark Art Institute, à Williamstown, dans le Massachusetts, aux États-Unis.

## Description
Dans cette représentation orientaliste d'un marché aux esclaves, une jeune femme entièrement dénudée est entourée par quatre hommes, dont l'un semble vérifier l'état de sa dentition.
Contrairement à la Vente d'esclaves à Rome et au Marché romain aux esclaves du même auteur, où l'esclave nue cache son visage dans son avant-bras, la jeune femme n'exprime ici aucune gêne, et n'oppose pas un geste de défense ou de pudeur. Ici, la nudité n'a plus le même sens : c'est une nudité posée, supposée être l'état normal d'une femme de harem.
Dans les représentations orientalistes du harem, les hommes sont toujours habillés, suggérant que chez eux la sensualité n'est qu'intermittente et jamais visible, indiquant seulement la nécessité d'un gardien ou d'un maître ; alors que les femmes ne paraissent dignes d'être peintes que sensuellement dénudées.

## Controverses
Ce tableau a suscité une controverse lorsqu'il a été utilisé par un parti politique allemand à des fins politiques.